# 幌内川 (雄武町)
幌内川（ほろないがわ）は、北海道オホーツク総合振興局管内、紋別郡雄武町を流れる幌内川水系の二級河川である。川名は、アイヌ語の「ポロ・ナイ」（大きい（親の）・川）に由来する。

## 地理
北海道オホーツク総合振興局管内と上川総合振興局管内の境、北見山地のピヤシリ山に源を発し北東に流れ、雄武町幌内でオホーツク海に注ぐ。

## 流域の自治体
北海道
オホーツク総合振興局雄武町

## 河川施設
- 幌内ダム

## 並行する交通
- 北海道道60号下川雄武線 - 幌内越峠より河口まで
- 北海道道49号美深雄武線 - 雄武町上幌内（重複区間）

## 支流
- オロウエンポロナイ川
- 砂金川
- イキタライロンニエ川
- ペンケオロピリカイ川
- パンケオロピリカイ川
- オシトツナイ沢川
  - 右の沢川
  - 中の沢川
- ニセカオマナイ川
  - 右の沢川
- 滝の沢川
- オチフネ川

## 主な橋梁
- 奥幌内橋 - 北海道道60号下川雄武線
- 幌内大橋
- 幌内橋 - 国道238号